# Mistrovství světa juniorů v atletice 2002

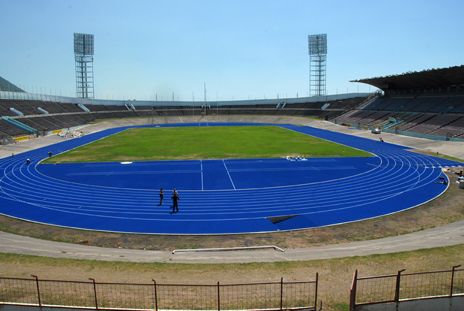
Independence Park v Kingstonu

9. mistrovství světa juniorů v atletice se uskutečnilo ve dnech 16. – 21. července 2002 v Kingstonu na Jamajce. Na programu bylo dohromady 43 disciplín (22 chlapeckých a 21 dívčích), které probíhaly na stadionu Independence Park. Šampionátu se zúčastnilo 1069 atletů (630 chlapců a 439 dívek) ze 159 států světa.

## Výsledky

### Muži
| Disciplína        | Zlato                                                                                         | Výkon    | Stříbro                                                          | Výkon    | Bronz                                                                 | Výkon    |
| 100 m             | Darrel Brown                                                                                  | 10,09    | Marc Burns                                                       | 10,18    | Willie Hordge                                                         | 10,36    |
| 200 m             | Usain Bolt                                                                                    | 20,61    | Brendan Christian                                                | 20,74    | Wes Felix                                                             | 20,82    |
| 400 m             | Darold Williamson                                                                             | 45,37    | Jonathan Fortenberry                                             | 45,73    | Jermaine Gonzales                                                     | 45,84    |
| 800 m             | Alex Kipchirchir                                                                              | 1:46,59  | Salem Amer Al-Badri                                              | 1:46,63  | David Fiegen                                                          | 1:46,66  |
| 1500 m            | Yassine Bensghir                                                                              | 3:40,72  | Abdulrahman Suleiman                                             | 3:41,72  | Samwel Mwera                                                          | 3:41,75  |
| 5000 m            | Hillary Chenonge                                                                              | 13:28,30 | Markos Geneti                                                    | 13:28,83 | Gebre Gebremariam                                                     | 13:29,13 |
| 10 000 m          | Gebre Gebremariam                                                                             | 29:02,71 | Sileši Sihine                                                    | 29:03,74 | Solomon Bushendich                                                    | 29:05,96 |
| 110 m překážek    | Antwon Hicks                                                                                  | 13,42    | Š' Tung-pcheng                                                   | 13,58    | Shamar Sands                                                          | 13,67    |
| 400 m překážek    | Louis Jacob van Zyl                                                                           | 48,89    | Kenneth Ferguson                                                 | 49,38    | Bershawn Jackson                                                      | 50,00    |
| 3000 m překážek   | Michael Kipyego                                                                               | 8:29,54  | David Kirwa                                                      | 8:31,44  | Abubaker Ali Kamal                                                    | 8:33,67  |
| Chůze na 10 km    | Vladimir Kanajkin                                                                             | 41:41,40 | Sü Sing-te                                                       | 41:44,00 | Lu Žung-chua                                                          | 41:46,07 |
| Štafeta 4 × 100 m | Spojené státy americké Ashton Collins Wes Felix Ivory Williams Willie Hordge                  | 38,92    | Jamajka Winston Hutton Orion Nicely Yhann Plummer Usain Bolt     | 39,15    | Trinidad a Tobago Chevon Simpson Marc Burns Kevon Holder Darrel Brown | 39,17    |
| Štafeta 4 × 400 m | Spojené státy americké Kenneth Ferguson Darold Williamson Ashton Collins Jonathan Fortenberry | 3:03,71  | Jamajka Sekou Clarke Usain Bolt Jermaine Myers Jermaine Gonzales | 3:04,06  | Japonsko Yamauchi Fujio Daisuke Sakai Yūki Yamaguchi Yosuke Inoue     | 3:05,80  |
| Skok do výšky     | Andra Manson                                                                                  | 2,31 m   | Ču Wan-nan                                                       | 2,23 m   | Germaine Mason                                                        | 2,21 m   |
| Skok o tyči       | Maksym Mazuryk                                                                                | 5,55 m   | Vladyslav Revenko                                                | 5,55 m   | Vincent Favretto                                                      | 5,40 m   |
| Skok daleký       | Ibrahim Abdulla Al-Waleed                                                                     | 7,99 m   | Fabrice Lapierre                                                 | 7,74 m   | Trevell Quinley                                                       | 7,71 m   |
| Trojskok          | Arnie David Giralt                                                                            | 16,68 m  | Li Jen-si                                                        | 16,66 m  | Alexandr Sergejev                                                     | 16,55 m  |
| Vrh koulí         | Edis Elkasevic                                                                                | 21,47 m  | Sean Shields                                                     | 20,54 m  | Mika Vasara                                                           | 20,50 m  |
| Hod diskem        | Wu Tchao                                                                                      | 64,51 m  | Dmitrij Sivakov                                                  | 62,00 m  | Michał Hodun                                                          | 61,74 m  |
| Hod kladivem      | Werner Smit                                                                                   | 76,43 m  | Ali Mohamed Al-Zinkawi                                           | 73,69 m  | Aliaksandr Kazulka                                                    | 72,72 m  |
| Hod oštěpem       | Igor Janik                                                                                    | 74,16 m  | Vladislav Škurlatov                                              | 74,09 m  | Jung Sang-Jin                                                         | 73,99 m  |
| Desetiboj         | Leonid Andreev                                                                                | 7 693    | Nadir El Fassi                                                   | 7 677    | Mikko Halvari                                                         | 7 587    |

### Ženy
| Disciplína        | Zlato                                                                                               | Výkon    | Stříbro                                                                                     | Výkon    | Bronz                                                                         | Výkon    |
| 100 m             | Lauryn Williamsová                                                                                  | 11,33    | Simone Facey                                                                                | 11,43    | Marshevet Hooker                                                              | 11,48    |
| 200 m             | Vernicha James                                                                                      | 22,93    | Anneisha McLaughlin                                                                         | 22,94    | Sanya Richardsová                                                             | 23,09    |
| 400 m             | Monique Henderson                                                                                   | 51,10    | Sanya Richardsová                                                                           | 51,49    | Sheryl Morgan                                                                 | 52,61    |
| 800 m             | Janeth Jepkosgei                                                                                    | 2:00,80  | Lucia Klocová                                                                               | 2:01,73  | Juliana Paula de Azevedo                                                      | 2:03,81  |
| 1500 m            | Viola Kibiwot                                                                                       | 4:12,57  | Berhane Herpassa                                                                            | 4:13,59  | Olesja Syrevová                                                               | 4:14,32  |
| 3000 m            | Meseret Defarová                                                                                    | 9:12,61  | Mariem Alaoui Selsouli                                                                      | 9:16,28  | Olesja Syrevová                                                               | 9:16,58  |
| 5000 m            | Meseret Defarová                                                                                    | 15:54,94 | Tiruneš Dibabaová                                                                           | 15:55,99 | Vivian Cheruiyotová                                                           | 15:56,04 |
| 100 m překážek    | Anay Tejeda                                                                                         | 12,81    | Agnieszka Frankowska                                                                        | 13,16    | Tina Klein                                                                    | 13,23    |
| 400 m překážek    | Lashinda Demusová                                                                                   | 54,70    | Melaine Walkerová                                                                           | 56,03    | Camille Robinson                                                              | 56,14    |
| Chůze na 10 km    | Fumi Mitsumura                                                                                      | 46:01,51 | Liou S'-čchi                                                                                | 46:07,15 | Maryna Tichonovová                                                            | 46:14,67 |
| Štafeta 4 × 100 m | Jamajka Sherone Simpsonová Kerron Stewartová Anneisha McLaughlin Simone Facey                       | 43,40    | Spojené státy americké Lauryn Williamsová Ashlee Williams Shalonda Solomon Marshevet Hooker | 43,66    | Spojené království Jade Lucas-Read Jeanette Kwakye Amy Spencer Vernicha James | 44,22    |
| Štafeta 4 × 400 m | Spojené státy americké Christina Hardeman Monique Henderson Tiffany Ross-Williams Lashinda Demusová | 3:29,95  | Spojené království Kim Wall Amy Spencer Vernicha James Lisa Miller                          | 3:30,46  | Rusko Jelena Migunovová Marija Drjachlovová Julija Guščinová Taťána Popovová  | 3:30,72  |
| Skok do výšky     | Blanka Vlašičová                                                                                    | 1,96 m   | Anna Ksok                                                                                   | 1,87 m   | Petrina Priceová                                                              | 1,87 m   |
| Skok o tyči       | Floé Kühnertová                                                                                     | 4,40 m   | Julija Golubčikovová                                                                        | 4,30 m   | Natalja Bělinská                                                              | 4,20 m   |
| Skok daleký       | Adina Anton                                                                                         | 6,46 m   | Wang Li-na                                                                                  | 6,36 m   | Esther Aghatise                                                               | 6,34 m   |
| Trojskok          | Mabel Gayová                                                                                        | 14,09 m  | Yarianna Martínez                                                                           | 13,74 m  | Keila Costaová                                                                | 13,70 m  |
| Vrh koulí         | Valerie Adamsová                                                                                    | 17,73 m  | Čang Jing                                                                                   | 16,76 m  | Laura Gerraughty                                                              | 16,62 m  |
| Hod diskem        | Ma Süe-ťün                                                                                          | 58,85 m  | Sü Šao-jang                                                                                 | 57,87 m  | Seema Antil                                                                   | 55,83 m  |
| Hod kladivem      | Ivana Brkljačić                                                                                     | 65,39 m  | Martina Danišová                                                                            | 63,91 m  | Julija Rozenfeld                                                              | 60,83 m  |
| Hod oštěpem       | Linda Brīvule                                                                                       | 55,35 m  | Ilze Gribule                                                                                | 54,16 m  | Urszula Jasińska                                                              | 54,06 m  |
| Sedmiboj          | Carolina Klüftová                                                                                   | 6 470    | Olga Alexejevová                                                                            | 5 727    | Olga Levenkovová                                                              | 5 712    |

## Medailové pořadí
| Umístění | Stát                   | Zlato | Stříbro | Bronz | Celkem |
| -------- | ---------------------- | ----- | ------- | ----- | ------ |
| 1.       | Spojené státy americké | 9     | 5       | 7     | 21     |
| 2.       | Keňa                   | 5     | 1       | 2     | 8      |
| 3.       | Etiopie                | 3     | 4       | 1     | 8      |
| 4.       | Kuba                   | 3     | 1       | 0     | 4      |
| 5.       | Chorvatsko             | 3     | 0       | 0     | 3      |
| 6.       | Čína                   | 2     | 8       | 1     | 11     |
| 7.       | Jamajka                | 2     | 5       | 4     | 11     |
| 8.       | Jihoafrická republika  | 2     | 0       | 0     | 2      |
| 9.       | Rusko                  | 1     | 2       | 7     | 10     |
| 10.      | Polsko                 | 1     | 2       | 2     | 5      |
| 11.      | Katar                  | 1     | 2       | 1     | 4      |
| 12.      | Spojené království     | 1     | 1       | 1     | 3      |
| 12.      | Trinidad a Tobago      | 1     | 1       | 1     | 3      |
| 14.      | Lotyšsko               | 1     | 1       | 0     | 2      |
| 14.      | Maroko                 | 1     | 1       | 0     | 2      |
| 14.      | Ukrajina               | 1     | 1       | 0     | 2      |
| 17.      | Japonsko               | 1     | 0       | 1     | 2      |
| 17.      | Německo                | 1     | 0       | 1     | 2      |
| 19.      | Nový Zéland            | 1     | 0       | 0     | 1      |
| 19.      | Rumunsko               | 1     | 0       | 0     | 1      |
| 19.      | Švédsko                | 1     | 0       | 0     | 1      |
| 19.      | Uzbekistán             | 1     | 0       | 0     | 1      |
| 23.      | Slovensko              | 0     | 2       | 0     | 2      |
| 24.      | Bělorusko              | 0     | 1       | 2     | 3      |
| 25.      | Austrálie              | 0     | 1       | 1     | 2      |
| 25.      | Francie                | 0     | 1       | 1     | 2      |
| 27.      | Antigua a Barbuda      | 0     | 1       | 0     | 1      |
| 27.      | Kazachstán             | 0     | 1       | 0     | 1      |
| 27.      | Kuvajt                 | 0     | 1       | 0     | 1      |
| 30.      | Brazílie               | 0     | 0       | 2     | 2      |
| 30.      | Finsko                 | 0     | 0       | 2     | 2      |
| 32.      | Bahamy                 | 0     | 0       | 1     | 1      |
| 32.      | Indie                  | 0     | 0       | 1     | 1      |
| 32.      | Jižní Korea            | 0     | 0       | 1     | 1      |
| 32.      | Lucembursko            | 0     | 0       | 1     | 1      |
| 32.      | Nigérie                | 0     | 0       | 1     | 1      |
| 32.      | Tanzanie               | 0     | 0       | 1     | 1      |
| Celkem   | Celkem                 | 43    | 43      | 43    | 129    |